# Скоблинский сельсовет
Ско́блинский сельсовет — упразднённые административно-территориальная единица и муниципальное образование со статусом сельского поселения в составе Юргамышского района Курганской области.
Административный центр — село Скоблино.
С 23 декабря 2021 года Законом Курганской области от 10.12.2021 № 143 муниципальный район был преобразован в муниципальный округ, сельсовет упразднён.

## История
В соответствии с Законом Курганской области от 6 июля 2004 года № 419 сельсовет наделён статусом сельского поселения.
Законом Курганской области от 20 сентября 2018 года N 89, в состав Скоблинского сельсовета были включены все три населённых пункта упразднённого Таловского сельсовета.

## Население
| 1989 | 2002  | 2004  | 2010 | 2012 | 2013 | 2014 |
| ---- | ----- | ----- | ---- | ---- | ---- | ---- |
| 1010 | ↗1047 | ↘1031 | ↘767 | →767 | ↘728 | ↘723 |
| 2015 | 2016  | 2017  | 2018 | 2019 | 2020 |      |
| ↘701 | ↘693  | ↘681  | ↘671 | ↘654 | ↗882 |      |

## Состав сельского поселения
| № | Населённый пункт | Тип населённого пункта       | Население |
| - | ---------------- | ---------------------------- | --------- |
| 1 | Камаган          | деревня                      | ↘351      |
| 2 | Скоблино         | село, административный центр | ↘416      |
| 3 | Глубокая         | деревня                      | ↘42       |
| 4 | Долгая           | деревня                      | ↘13       |
| 5 | Таловка          | село                         | ↘321      |